# 嘉飯山地区
嘉飯山地区（かはんざんちく）は、福岡県筑豊地方の中にある地域の呼称である。飯塚市、嘉麻市、嘉穂郡桂川町（2市1町）の区域全体を指す。

## 概要
当初、「嘉飯山地区」という名称は、嘉穂郡、飯塚市、山田市の2市1郡を指す地域名として成立した。
その後の市町村合併により、山田市が消滅して嘉麻市となり、飯塚市も嘉穂郡の自治体と合併したことによって、嘉穂郡に属する自治体は桂川町のみとなったため、近年では「嘉飯桂地区」（かはんけいちく）と呼ばれることもある。また他にも、嘉麻市・嘉穂郡・飯塚市をまとめて「嘉飯地区」、同地域が広義での嘉穂郡全域であったことから「嘉穂地区」、飯塚市を中心とする地区であることから「飯塚地区」などと呼ばれる場合もある。
かつては炭鉱によって栄え、炭鉱が閉山した後には過疎化が進んでいたが、最近は飯塚市、桂川町の人口が上昇に転じた。特に飯塚市は筑豊最大の都市であり、独自の都市圏（飯塚都市圏）を形成している。

## 区域
- 飯塚市
- 嘉麻市
- 嘉穂郡桂川町

### 面積
- 369.38km²

### 人口
- 人口：186,896人（2011年6月1日現在）
- 人口密度：506人/㎢

## 歴史
- 2006年3月26日･･･飯塚市･嘉穂郡穂波町･同郡筑穂町・同郡庄内町及び頴田町が合併。新市制の飯塚市となる。
- 2006年3月27日･･･山田市･嘉穂郡稲築町･同郡嘉穂町及び碓井町が合併。嘉麻市となる。